# مستشفى الهيئة الملكية بالجبيل
مستشفى الهيئة الملكية بالجبيل، هو مستشفى تابع للهيئة الملكية بالجبيل، وقد افتتح الملك فهد بن عبد العزيز آل سعود المستشفى عام 1409هـ/1989م بالواجهة البحرية بحي الفناتير بمدينة الجبيل الصناعية بغرض تلبية احتياجات المدينة ومواكبة الازدياد المضطرد في عدد السكان، وبسعة 300 سرير، ويتكون من خمس طوابق يستوعب كافة الخدمات الطبية التخصصية ويشمل كافة التخصصات الطبية إضافة إلى الفحص السريري والتنويم وخدمات طب الأسنان، والطوارئ على مدار الساعة بإشراف طاقم طبي من الاخصائيين والاستشاريين وإدارة، وعلى مساحة إجمالية بلغت 124026متر مربع، مع تزويده بمهبط لطائرات الإخلاء الطبي ومواقف خاصة لسيارات الزوار والمراجعين، وقد حقق المستشفى العديد من الإنجازات في مجال التشخيص والمعالجة والرعاية الطبية المتميزة.، وقد شجعت الخطط اللاحقة القطاع الخاص على التوسع في إنشاء المرافق الصحية مما أدى إلى افتتاح العيادات الخاصة في الجبيل وينبع، وقد تخصصت بعض تلك العيادات في فروع معينة من الطب مثل: طب الولادة، والطب النفسي، وطب العيون.

## انظر ايضاً
- الجبيل
- الهيئة الملكية بالجبيل

## وصلات خارجية
- الهيئة الملكية بالجبيل.